# دجاوزيات الشكل
دجاوزيات الشكل (الاسم العلمي: Galloanserimorphae) هي طبقة تتبع طائفة الطيور من صف فقاريات رباعية الأطراف.
وطبقة دجاوزيات الشكل هي الطبقة الوحيدة التي تشكل أُباشة الدجاوزيات (بالإنجليزية: Galloanserae)‏.

## رتب غير منقرضة
- دجاجيات
- إوزيات